# انتفاضة موسم النبي موسى

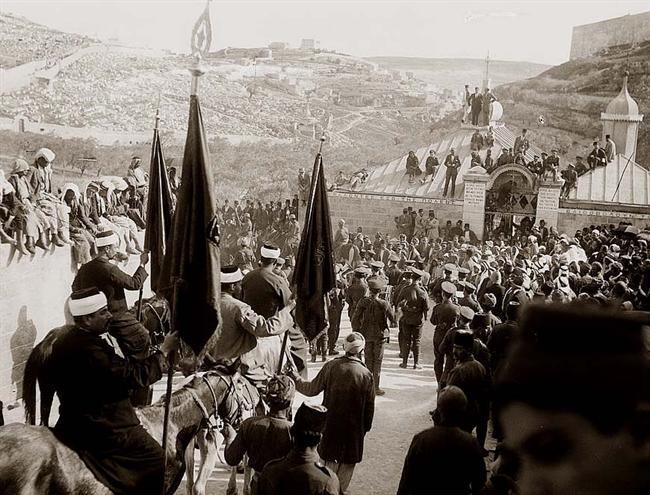
موسم النبي موسى في القدس في نيسان (أبريل) 1920

انتفاضة موسم النبي موسى 1920 هي اضطرابات عنيفة حدثت في القدس بين الفلسطينيين واليهود المهاجرين أثناء الاحتفال بموسم النبي موسى (وهو عيد ديني معترف به رسميا يقام في كل عام في مثل ذلك الوقت في 4 أبريل 1920). وقد استمرت هذه الاضطرابات بين العرب واليهود في الفترة الواقعة بين 4 - 10 أبريل 1920 وأسفرت عن مقتل 4 من العرب وجرح 24 ومقتل 5 من اليهود وجرح 211 وإصابة 7 جنود بريطانيين وقد أتهم العرب بالاعتداء على اليهود وقد تم بعد هذه الاضطرابات عزل رئيس البلدية موسى كاظم الحسيني، والحكم الغيابي على كل من أمين الحسيني وكامل البديري وعارف العارف بالسجن عشرين عاما، وقد تم العفو عن جميع المسجونين عندما صدر قرار المندوب السامي البريطاني هربرت صمويل. وبعد هذه الاضطرابات أكدت بريطانيا على تنفيذ وعد بلفور وإقامة وطن قومي لليهود في فلسطين.

## مقدمة الاضطرابات

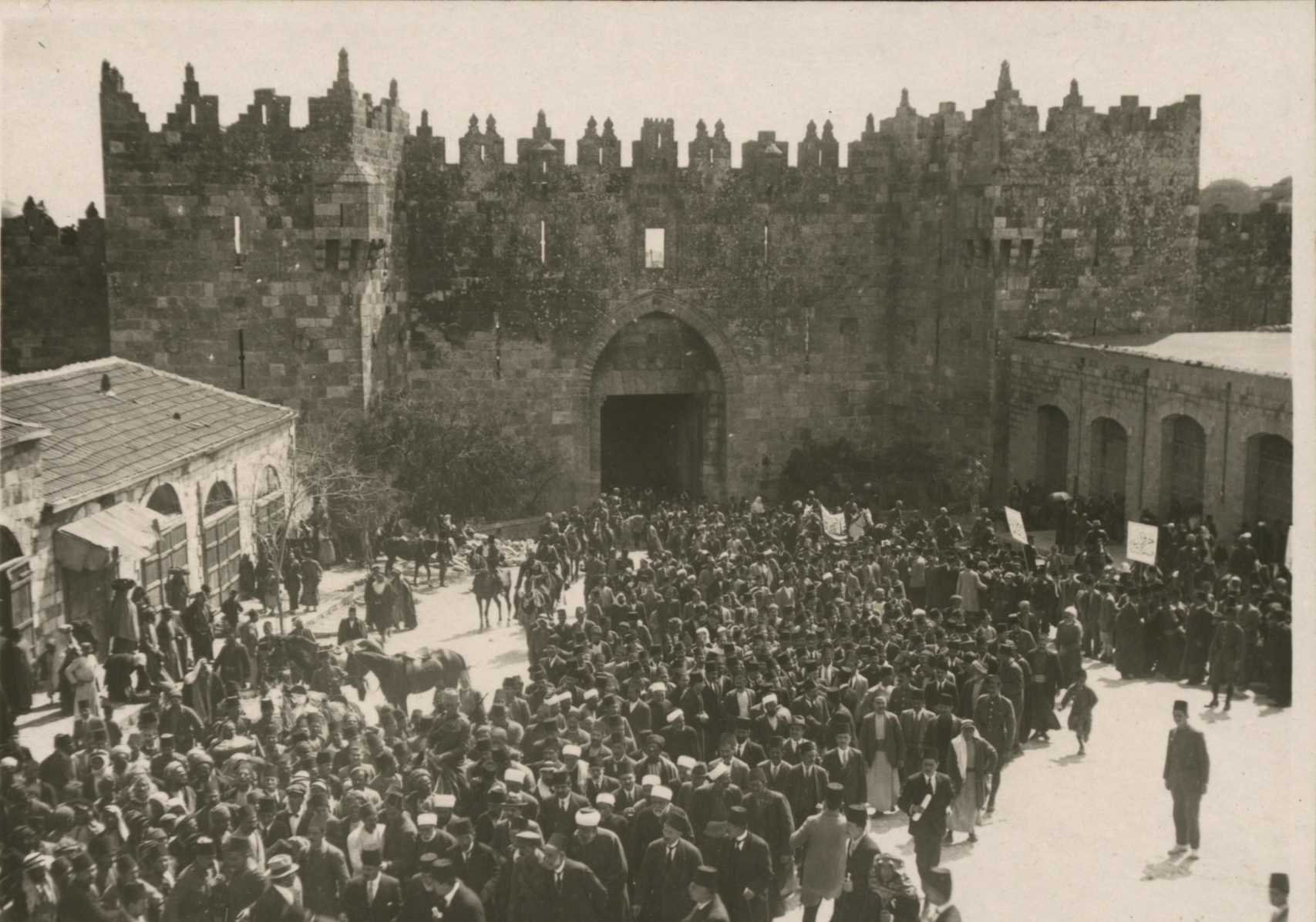
مظاهرة مناهضة للصهيونية عند بوابة دمشق في 8 آذار (مارس) 1920.

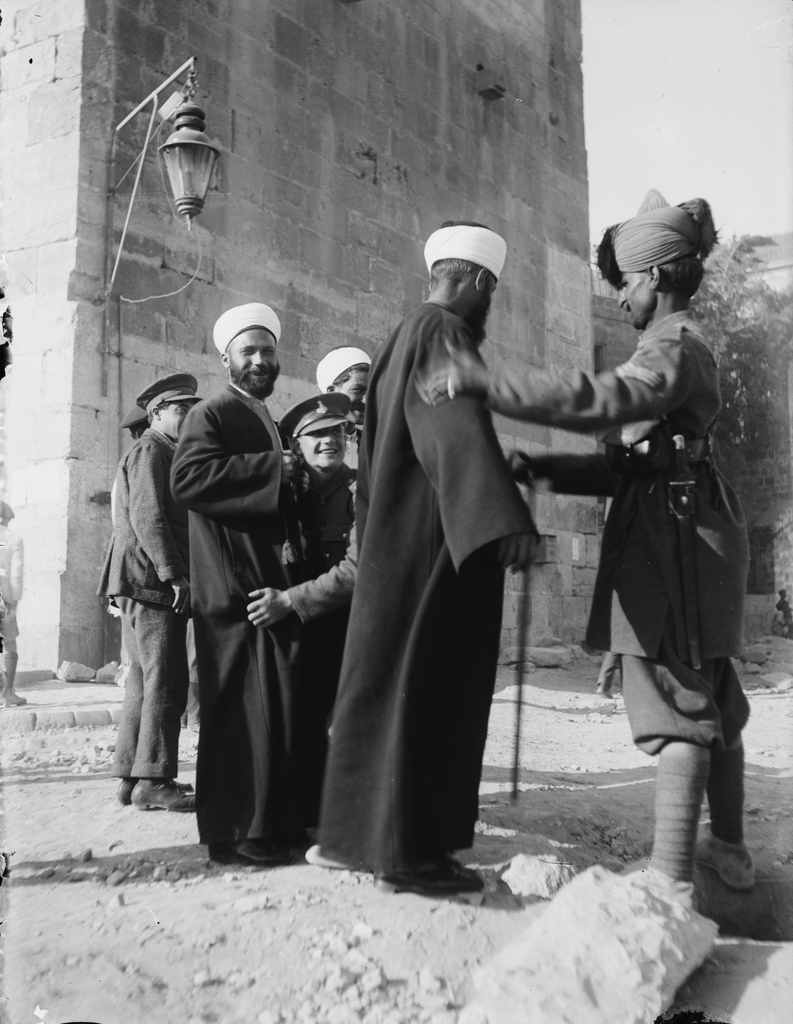
قوات الأمن البريطانية تفتش المدنيين العرب في نيسان (أبريل) 1920.

عقدت لجنة الشرق الأوسط التي أسميت حينذاك باسم اللجنة الشرقية اجتماعاً هاماً في 5 ديسمبر 1918، وقد شارك في الاجتماع كل من اللورد كورزون رئيس اللجنة وسمطس وبلفور واللورد روبرت سيسل والجنرال السير هنري ولسون رئيس أركان حرب الإمبراطورية وممثلون عن مختلف الوزارات، وقد بدأ اللورد كورزون الاجتماع ببحث المسألة الفلسطينية مبيناً التعهدات الهامة التي أصدرتها الحكومة البريطانية وموجزها:
1.التعهد العام للحسين بن علي في نوفمبر 1915 م والذي بموجبه تكون فلسطين مشمولة بالمناطق التي تعهدت بريطانيا أن تكون عربية ومستقلة في المستقبل.
2. التزام بريطانيا وفرنسا وفيما بعد إيطاليا بإدارة دولية لفلسطين.
في 2 نوفمبر 1917م أصدر وزير الخارجية البريطاني بلفور تصريحا على شكل رسالة وجهها إلى اللورد روتشيلد عرف هذا التصريح فيما بعد بوعد بلفور، وقد أعطى فيه الوعد بتأسيس وطن قومي لليهود في فلسطين. ذكر بلفور في تصريحه بأن ذلك يجحف بالحقوق المدنية والدينية للطوائف غير اليهودية الموجودة في فلسطين أو بالحقوق والأوضاع التي يتمتع بها اليهود في أية بلاد أخرى.
في 10 يناير 1918 وأثناء زيارة الأمير فيصل لندن اكتشف الحقيقة المؤلمة حيث تبين له أن اتفاقية سايكس بيكو لم تكن صناعة روسية كما كذب عليه البريطانيون، بل هي حقيقة واقعة وقد نصت على تقسيم البلاد العربية بين الحلفاء وقد قام القائد البريطاني الذي رافق الأمير فيصل في الثورة العربية بالاجتماع معه ناصحا إياه بضرورة عقد اتفاقية مع الزعيم الصهيوني حاييم وايزمن حول وعد بلفور بإقامة وطن قومي لليهود في فلسطين وقال للأمير فيصل بأنه هذا هو الطريق الوحيد الذي يستطيع به رفض مطالب فرنسا بسوريا ولبنان حيث أن الزعماء الصهاينة لهم من النفوذ القوي في الولايات المتحدة الأمريكية الذي يدفع الأمريكيين للضغط على فرنسا بالتخلي عن مطالبها وإخراجها من المنطقة العربية كلها.
في إبريل 1918 وصل إلى القدس الدكتور حاييم وايزمان الزعيم الصهيوني مع وفد بريطاني يهودي بريطاني للتخفيف من تخوف عرب فلسطين من الاستيطان الصهيوني والهجرة اليهودية إلى فلسطين، وقد حاول البريطانيون عقد اجتماعات بين وايزمن والزعماء العرب في فلسطين فرفض زعماء مدينة يافا الاجتماع بوايزمن وقد استطاع الحاكم البريطاني ستورس أن يعقد اجتماعا بين حاييم وايزمن وعدد من زعماء القدس منهم ثلاثة من آل الحسيني البارزون ثم قام وايزمن بزيارة إسماعيل الحسيني وكامل الحسيني وحاول تهدئة خواطرهما وذلك أثناء الاجتماع الموسع مع زعماء القدس في اليوم السابق قال وايزمن كلمته حين بدأ حديثه (أولا لنشكر الله الذي قدر الشعب اليهودي بالعودة إلى بلاده فلسطين) وهنا احتج إسماعيل الحسيني وكامل الحسيني وإنسحبا ومعهم الباقون من الاجتماع مما أضطر وايزمن إلى زيارتهما في بيت إسماعيل الحسيني لاسترضائهما.
في 27 فبراير 1920 جرت مظاهرة ضخمة في القدس اشترك فيها أكثر من 40 ألف مواطن وقام وفد باسم المتظاهرين بمقابلة قناصل الدول في القدس والحاكم البريطاني وقدموا احتجاجاتهم ومذكراتهم ضد الهجرة اليهودية ووعد بلفور والصهيونية.
في 1 مارس 1920 هاجمت مجموعتان مسلحتان فلسطينيتان مستوطنتي المطلة وتل حاي شمال فلسطين وقتلت سبعة من اليهود من بينهم الكابتن اليهودي جوزيف ترومبلدور.
في 8 مارس 1920 قامت مظاهرة في القدس وكان المتظاهرون يهتفون لا صهيونية ولا هجرة يهودية لا استيطان ولا كيان
حرية واستقلال وحدة عربية وتحرش بعض الشباب اليهود مستفزين المتظاهرين وهتفوا للصهيونية فوقع اشتباك بين العرب واليهود أدي إلى جرح عشرة من اليهود وقامت القوات البريطانية بتفريق المظاهرة واعتقال عدد من العرب.

## بداية الاضطرابات

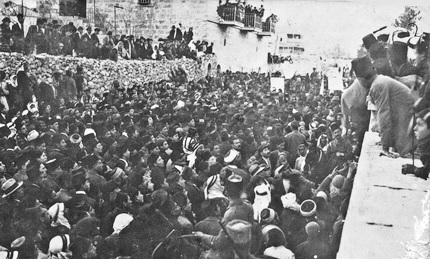
متظاهرون عرب فلسطينيون أمام مبنى بلدية القدس، 1920

كانت بداية الاضطرابات عند صدور وعد بلفور من قبل وزير الخارجية البريطاني آنذاك، وذلك بإقامة وطن قومي لليهود في فلسطين حتى قبل أنتهاء تلك الحرب، وكان ذلك من المؤشرات بأن فلسطين تسير نحو تحولات وتغيرات وانفجارات وانتفاضات وصولا ربما إلى الثورة، خاصة بعد أن أخذت الهجرة اليهودية إلى فلسطين بالازدياد. إضافة لانتزاع مساحات واسعة من أراضي الفلسطينيين ومنحها لليهود، فضلا عن ملاحقات واعتقالات لرجال الحركة الوطنية وعدم الأخذ بمطالبهم أو الاستماع إلى مناشداتهم بأن تلتزم بريطانيا منح الاستقلال للبلدان العربية. وفي عام 1920 وعندما حلت مواعيد الاحتفالات فقد صادفت مع مواعيد مع حلول عيد الفصح لدى الطوائف المسيحية، وعيد آخر للطائفة اليهودية في الرابع إبريل من ذلك العام، وهذا ما اضطر الإدارة البريطانية لإشراف على هذا التجمع، وخصوصا وأنها تعرف أجواء الغضب وعدم الرضا التي تسود الأوساط العربية الفلسطينية وغيرها ضد اليهود الصهاينة، فاتخذت إجراءات أمنية في محاولة منها لضبط الأوضاع، ومنع وقوع اشتباكات بعد اندلاع مظاهرات واشتباكات سابقة في مدن فلسطينية عدة غير القدس.
وعندما وصل وفد مدينة الخليل إلى باب الخليل في مدينة القدس فإن السلطات البريطانية منعت دخول الوفد ربما لعدم رضاها عن الشعارات والخطابات التي كان يرددها الوفد ويعلنها، فحصلت اضطرابات ولما علمت الوفود داخل المدينة بالأمر هاجت وتوجهت على الفور إلى بوابة الخليل وفتحت أبوابها بالقوة، فتدفق أبناء الخليل إلى قلب المدينة وقامت مظاهرة غاضبة شارك فيها أبناء مدينة القدس مع أفراد الوفود القادمة وظهر فيها ما كانوا يحملونه من رايات وأعلام وأسلحة بيضاء من سكاكين وسيوف ورماح وغير ذلك وتطورت إلى انتفاضة استمرت حتى العاشر من أبريل.

```
أعلنت السلطات البريطانية حالة الطوارئ ومنعت التجول في اليوم التالي إلا أن الاشتباكات استمرت مع ذلك إلى العاشر من ذلك الشهر.
```

قام الحاكم العسكري البريطاني باستدعاء موسى كاظم الحسيني وأبلغه أنه يحمل العرب المسؤولية عن الحوادث الدموية تلك، وقرر فرض عقوبات شديدة عليهم والقبض على المحرضين منهم ومحاكمتهم أمام محاكم عسكرية، كما اتهم الحاكم البريطاني رئيس البلدية شخصيا بتحريض المواطنين على الإخلال بالأمن العام، وقرر الحاكم إقالة رئيس بلدية القدس موسى كاظم الحسيني من وظيفته وتم تعيين راغب النشاشيبي مكانه.
وخلال أسبوع واحد كانت المحاكم العسكرية البريطانية قد حكمت على 23 عربيا في القدس بالسجن لمدة تزيد عن عشرة سنوات، ولم تهدأ الاضطرابات في القدس إلا بعد أن أطلقت السلطات البريطانية سراح بعض الموقوفين بالكفالة ثم تشكلت محكمة عسكرية وحكمت على كل من عارف العارف والحاج أمين الحسيني، وحوكما بعشر سنوات حكما غيابيا وكانا قد تمكنا من الهرب إلى عمان ومنها إلى دمشق، وحكمت على الآخرين بالسجن مددا تتراوح ما بين 3 و 5 سنوات إلاّ أن جميع الأحكام ألغيت بعد استلام هربرت صموئيل إدارة فلسطين كمندوب سام بريطاني في أوائل شهر يوليو من عام 1920 وتم إلغاء قيام احتفالات النبي موسى بعد ذلك.
ورغم أن هذه الانتفاضة بدت انفعالاً عفوياً، إلا أنه من الواضح أن عدداً من القيادات الوطنية والجمعيات والمنظمات التي تقودها قامت بدور تحريضي، ونسّقت بشكل منظم الهجمات ضد اليهود. وكان للحاج أمين الحسيني دور بارز في ذلك، حيث ذكر أحد معاصريه (عجاج نويهض) أنه في موسم النبي موسى كان للحاج أمين اليد المدبرة الحكيمة في إعطاء اليهود درساً. وتفرغ موسى كاظم الحسيني لقيادة الحركة الوطنية الفلسطينية حتى وفاته سنة 1934، وعند تعيين راغب النشاشيبي في رئاسة البلدية شكل ذلك ورقة الصراع العائلي (حسينية ونشاشيبية) والتي انعكست سلباً على حركة المقاومة طوال الاحتلال البريطاني.
وفي 12 مارس 1921 سافر وفد برئاسة موسى كاظم الحسيني لمقابلة ونستون تشرشل وزير المستعمرات البريطاني في القاهرة لبحث المطالب الفلسطينية فقابلهم تشرتشل بفتور وقال لا أريد أن أبحث معكم هنا في السياسة سأقابلكم في القدس في 28 مارس، واستقبل تشرتشل الوفد الفلسطيني في القدس حيث قدم موسى كاظم الحسيني مذكرة طالب فيها بإلغاء وعد بلفور ووقف الهجرة اليهودية والاستيطان وإقامة حكومة فلسطينية وطنية مسؤولة أمام مجلس نواب منتخب من الشعب الفلسطيني واتهموا بمذكراتهم بريطانيا بالتحيز لمصلحة اليهود وأجاب تشرتشل أن بريطانيا ملزمة بتنفيذ وعد بلفور وقد وافقت عليه دول العالم الحليف وهي ملزمة أيضا بتنفيذ البند الثاني من نفس الوعد الذي نص على عدم المساس بحقوق أهالي البلاد المدنية والدينية.